# Liubashivka (huyện)
Huyện Liubashivka (tiếng Ukraina: Любашівський район, chuyển tự: Liubashivkas’kyi raion) là một huyện của tỉnh Odessa thuộc Ukraina. Huyện Liubashivka có diện tích 1100 km², dân số theo điều tra dân số ngày 5 tháng 12 năm 2001 là 33544 người với mật độ 30 người/km2. Trung tâm huyện nằm ở Liubashivka.